# 2C-B
2C-B – organiczny związek chemiczny, psychodeliczna substancja psychoaktywna z rodziny 2C, pochodna fenyloetyloaminy.
Pierwszy raz zostało otrzymane przez Alexandra Shulgina w 1974 roku. Zgodnie z PIHKAL dawkowanie 2C-B waha się w przedziale 12–24 mg doustnie, a czas działania wynosi 4–8 godzin. Efekty działania tej substancji obejmują podniesienie nastroju i humoru, pobudzenie psychiczne i fizyczne, intensyfikację bodźców zewnętrznych, otwarcie emocjonalne, efekty wizualne, głębokie zmiany percepcyjne i odczucia trudne do opisania, jak podróżowanie po własnym ciele czy widzenie dźwięków. Do czasem występujących negatywnych odczuć należy nieprzyjemny body load, mdłości, wymioty, lęk i dezorientacja.
Mechanizm działania 2C-B prawdopodobnie polega na agonistycznym działaniu na receptory serotoninowe.

## Synteza
Od czasu pierwszego otrzymania 2C-B opracowano wiele różnych dróg syntezy tej substancji. Alexander Shulgin opisał w PiHKAL syntezę 2C-B, w której wyjściowym substratem jest 2,5-dimetoksybenzaldehyd. Składa się ona z 3 etapów. Substratem ostatniego z nich jest 2C-H, które może być użyte również do syntez innych związków z rodziny 2C.

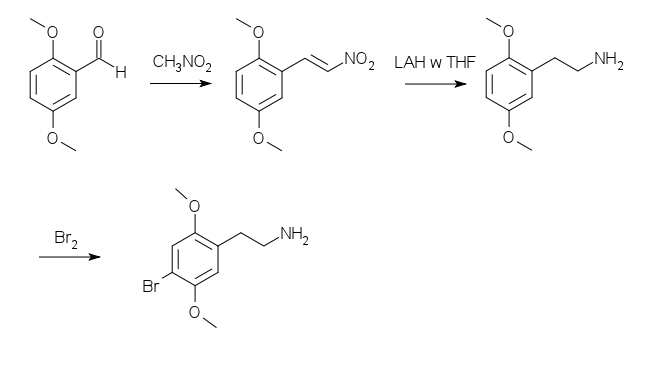
Synteza 2C-B z 2,5-dimetoksybenzaldehydu

## Stan prawny w Polsce
W roku 2005 związek został wpisany listę substancji psychotropowych w grupie II-P obejmującej substancje o niewielkich zastosowaniach medycznych i o dużym potencjale nadużywania, które mogą być stosowane w celach medycznych, naukowych i przemysłowych.